# Verzamelen

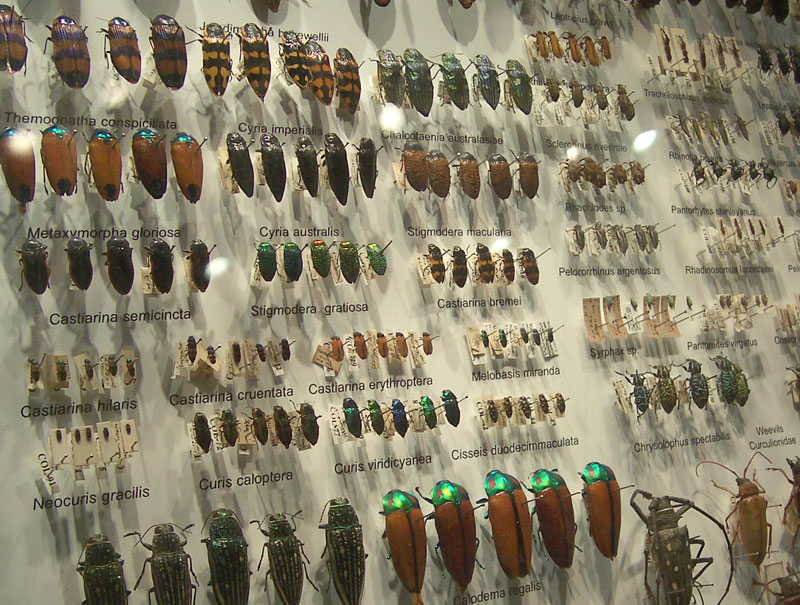
Kevercollectie

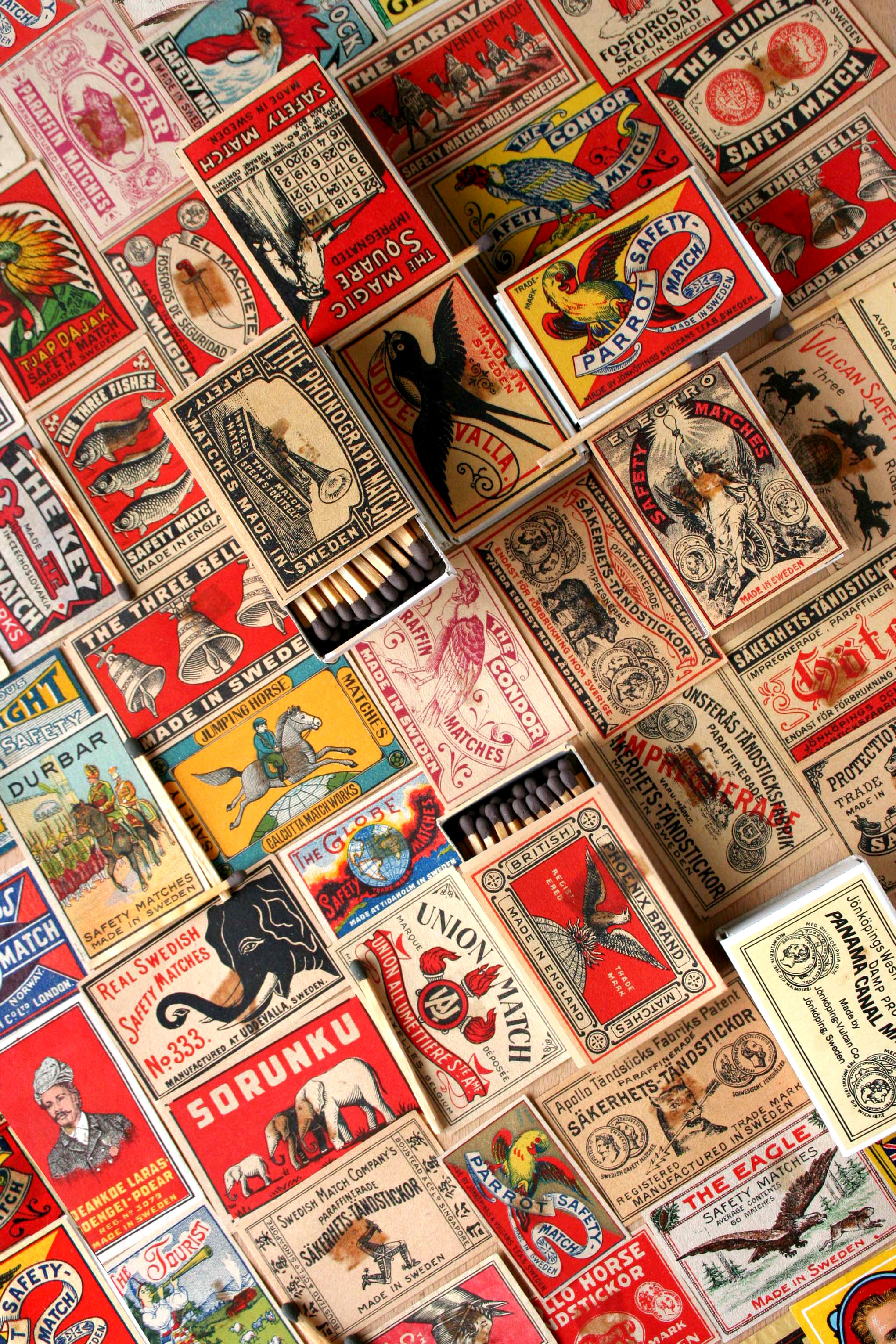
Luciferdoosjesverzameling

Verzamelen is het bijeenbrengen van gelijksoortige objecten. Dat kan hobbymatig in een collectie maar bijvoorbeeld ook het bijeenbrengen van voedsel uit de natuur ten behoeve van de consumptie, vaak door jager-verzamelaars om zich in leven te houden.

## Collecties
Als verzamelobject kan eigenlijk ieder soort object dienen waar verschillende varianten van bestaan. Meestal heeft de verzamelaar een sterke gevoelswaarde bij de objecten. Een verzameling wordt ook een collectie genoemd. Bij kunstverzamelaars spreekt men ook van collectioneurs en wordt het verzamelen ook collectioneren genoemd.
Er bestaan privé- en openbare verzamelingen. Privéverzamelen wordt het meest als tijdverdrijf of om speculatieve redenen gedaan, terwijl openbare verzamelingen (bibliotheken en musea) cultuurbehoud en onderzoek ten doel hebben.
Verzamelaars ontmoeten elkaar op gespecialiseerde (ruil)beurzen en veilingen, maar zoeken ook op rommelmarkten en garageverkopen. Ruilen en kopen gebeurt nu veel op het internet. Er bestaan tijdschriften die zich met één enkel verzamelgebied bezighouden.
De waarde van verzamelde objecten varieert sterk. Zeldzame exemplaren van felbegeerde items kunnen veel geld opbrengen. Een beschadiging aan een object kan tot sterke waardevermindering leiden. Ook aanwezigheid van de originele verpakking, signatuur en certificaat van herkomst speelt een rol bij de prijsbepaling.
In de dieptepsychologie wordt verzamelen gezien als een sublimatie van eten.
Verzamelzucht is een obsessieve-compulsieve karaktereigenschap. Onbeheersbare verzameldrang kan een stoornis zijn.

### Verzamelgebieden
Bekende verzamelgebieden zijn: kunstvoorwerpen zoals prentkunst, grafische vormgeving zoals boeken, etiketten, postzegels (filatelie), sigarenbandjes (vitolfilie), luciferdoosjes (filumenie) en natuurlijke objecten zoals Schelpen en mineralen. Ook worden vingerhoedjes, munten, kroonkurken, bierflesjes of fan-artikelen verzameld. Deze opsomming is in principe onbegrensd.
Voor verschillende verzamelingen bestaan verschillende musea zoals een museum voor beeldende kunst, een spaarpottenmuseum, een tv-toys-museum.